# Brigata meccanizzata “Sassari”

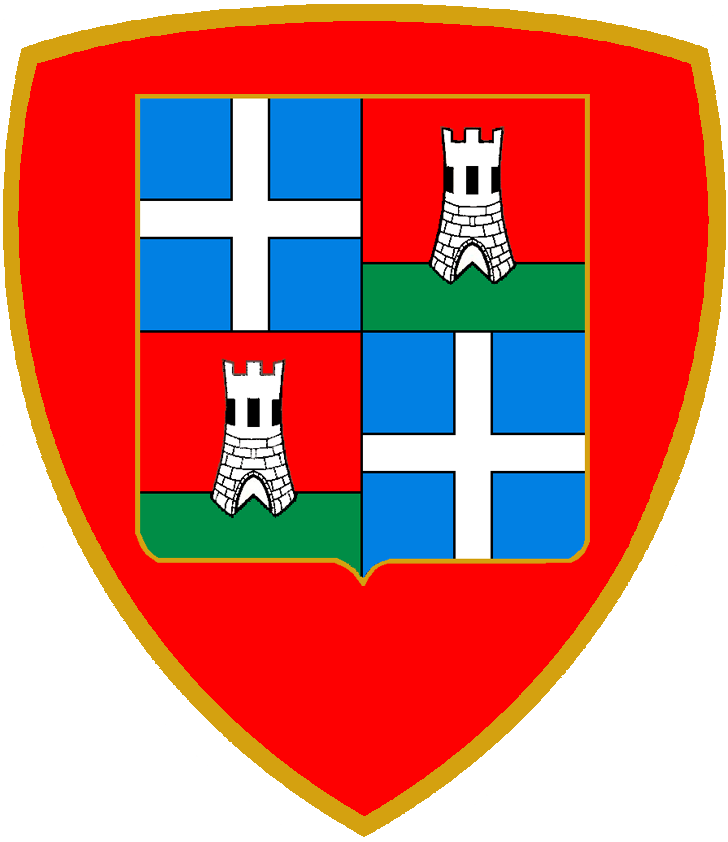
Wappen der mechanisierten Brigade „Sassari“

Die Brigata meccanizzata “Sassari” (deutsch Mechanisierte Infanteriebrigade „Sassari”) ist ein auf Sardinien stationierter Verband des italienischen Heeres. Die Brigade, deren Hauptquartier sich in Sassari befindet, ist historisch und kulturell besonders eng mit der Insel verbunden.

## Auftrag
Die Infanteriebrigade „Sassari“ untersteht truppendienstlich dem regionalen Führungskommando COMFOP Sud in Neapel. Sie wird vorwiegend für Friedensmissionen im Rahmen der EU, der NATO oder der UNO im Ausland eingesetzt. Im Bereich der Landesverteidigung ist sie für Sardinien zuständig, kann jedoch auch auf dem Festland oder zur Erfüllung von NATO-Bündnisverpflichtungen eingesetzt werden. Auf Sardinien übernimmt sie bei Bedarf auch Unterstützungs- und Sicherungsaufgaben im Auftrag ziviler Stellen.

## Gliederung

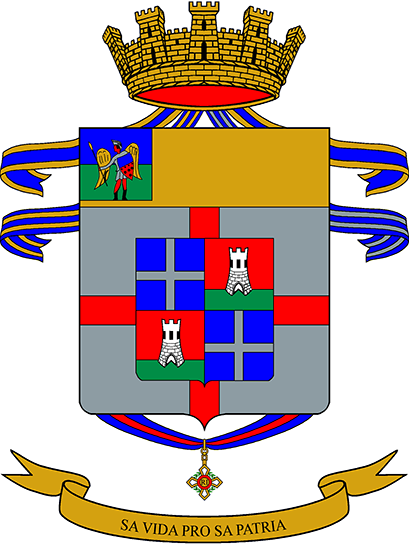
Wappen 151. Infanterieregiment

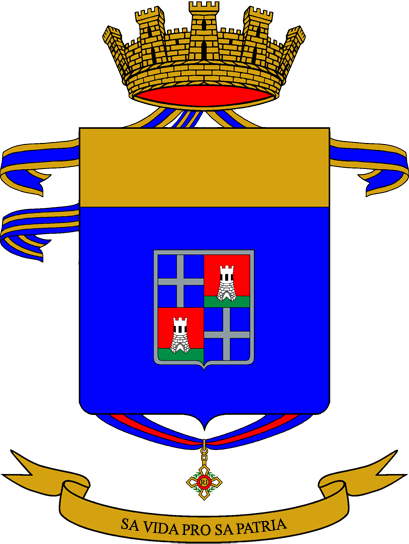
Wappen 152. Infanterieregiment

- 45. Stabs- und Unterstützungsverband „Reggio“ (Sassari)
- 151. mech. Infanterieregiment „Sassari“ (Cagliari)
- 152. mech. Infanterieregiment „Sassari“ (Sassari und Pratosardo)
- 3. Bersaglieri-Regiment (Teulada)
- 5. Pionierregiment (Macomer)
- Logistikregiment „Sassari“ (Cagliari)

Alle Regimenter der Brigade haben Bataillonsstärke. Die beiden Infanterieregimenter 151 und 152 bilden den historischen Kern der Brigade. Der 45. Stabs- und Unterstützungsverband steht in der Nachfolge des aufgelösten 45. Infanterieregiments und führt auch dessen Truppenfahne. Das ursprünglich in Mailand stationierte 3. Bersaglieri-Regiment wurde Ende 2009 nach Sardinien verlegt. Als Teil des Territorialkommandos Sardinien befindet sich in Teulada auch das 1. Panzerregiment, ein teilaktiver Verwaltungs- und Ausbildungsverband, der den örtlichen Truppenübungsplatz (im Südwesten der Insel) betreut. Genutzt wird auch der Truppenübungsplatz Salto di Quirra im Osten der Insel.

## Ausrüstung
Die Brigade ist unter anderem mit gepanzerten Radfahrzeugen ausgestattet, die in der Infanterie den Platz einer modifizierten Version des Mannschaftstransporters M113 eingenommen haben. Es handelt sich um geschützte Fahrzeuge Lince und um Radschützenpanzer vom Typ Freccia. Letztere wurden Ende 2018 erstmals an die Brigade ausgeliefert, für Auslandseinsätze aber bereits ab 2010 leihweise überlassen.

## Geschichte

### Regionale Rekrutierung
Die Regimenter des italienischen Heeres wurden mit Ausnahme der Alpini bis in die neueste Zeit nicht regional rekrutiert. Man legte aus politischen und sozialen Gründen Wert auf die sogenannte nationale Rekrutierung, d. h. die Soldaten der Heeresverbände sollten aus verschiedenen Landesteilen kommen. Besonders unmittelbar nach der italienischen Einigung glaubte man, dadurch den neuen Nationalstaat stärken zu können. Darüber hinaus wurde das Heer im Inland wiederholt für Polizeiaufgaben herangezogen und dafür brauchte man Verbände, die keine substanziellen emotionalen Verbindungen zu möglichen Einsatzgebieten und deren Bevölkerung hatten. In anderen europäischen Staaten wusste man oft seit alters her um die förderliche Wirkung der lokalen Rekrutierung. Die auf diese Weise gebildeten Verbände zeichnen sich im Einsatz in der Regel durch einen größeren Zusammenhalt aus.
Als Italien 1915 in den Ersten Weltkrieg eintrat, stellte das Heer im Rahmen der Generalmobilmachung zahlreiche zusätzliche Brigaden auf, die den Friedensbestand von 48 Infanteriebrigaden (darunter die national rekrutierte Infanteriebrigade „Cagliari“, Inf.rgt. 63 und 64) erheblich erweiterten. Unter den neuen Brigaden befand sich die am 1. März 1915 in Tempio Pausania (Sassari) und Sinnai (Cagliari) aufgestellte Infanteriebrigade „Sassari“ mit ihren beiden Infanterieregimentern 151 und 152. Die Soldaten dieser Regimenter stammten fast ausschließlich aus Sardinien, die Offiziere zum überwiegenden Teil. Diese durch zeitliche und geografische Gründe bedingte Rekrutierungsweise stellte eine Ausnahme dar. Schon bald wurde der durch diese Rekrutierung bedingte Kontrast zwischen der Infanteriebrigade „Sassari“, den Alpini und den ebenfalls besonders rekrutierten Bersaglieri auf der einen, und vielen anderen Regimentern auf der anderen Seite deutlich. Obwohl auf einer Insel lebend, handelte es sich bei den Sarden in erster Linie um ein Bergvolk. Als Hirten kannten sie lange und entbehrungsreiche Aufenthalte in der unwirtlichen Bergwelt Sardiniens und die militärische Zusammenfassung solcher Menschen mit ihrer ganz eigenen, urtümlichen sardischen Sprache bedingte letztlich das später oft zitierte „granitartige“ Wesen der Brigade.

Kragenspiegel links 151./152. InfRgt
Späteres Barettabzeichen 151. InfRgt
Späteres Barettabzeichen 151. InfRgt
Kragenspiegel rechts 151./152. InfRgt

### Erster Weltkrieg
Ab Juli 1915 kämpfte die Brigade in den ersten Isonzo-Schlachten und zeichnete sich am Unterlauf des Flusses bei den Kämpfen um die Schützengrabensysteme „Frasche“ und „Razzi“ aus. 1916 wurde sie auf die Hochebene von Asiago verlegt, um der dort von der österreichisch-ungarischen Armee gestarteten Offensive zu begegnen. Im Juni 1916 eroberte die Brigade dort den Monte Fior, den Monte Castelgomberto und Casera Zebio. Für diesen Einsatz erhielten ihre beiden Regimenter die sehr selten vergebene goldene Tapferkeitsmedaille. Nach der Schlacht von Karfreit, die Italien Ende 1917 an den Rand der Niederlage brachte, kämpfte die Brigade (im Gegensatz zu vielen anderen Verbänden) während des Rückzugs vom Isonzo zum Piave mit außerordentlicher Härte und Disziplin. Das Bataillon des Majors Musinu war das letzte des gesamten italienischen Heeres, das sich Ende 1917 hinter den Piave zurückzog. Die Bataillone der „Sassari“-Brigade standen im Januar 1918 während der ersten italienischen Gegenoffensive nach Karfreit wiederum an vorderster Front. Nördlich von Vicenza kämpften sie in der Schlacht um den Col de Rosso, den Col d’Echelle und den Monte Valbella. Als ihnen dort bei den wechselhaften Kämpfen der Nachschub ausging, griffen sie nur mit blanken Waffen an. Dieser Moment ist für die Geschichte der Brigade und vor allem für die der heutigen autonomen Region Sardinien von besonderer Bedeutung. Die italienischen Soldaten wurden normalerweise unter dem Ruf „Vorwärts, Savoyen!“ ins feindliche Feuer geschickt. Bei dieser kritischen Gelegenheit riefen zunächst nur einige, dann alle Soldaten der Brigade „Vorwärts, Sardinien!“. Für diese Schlacht wurden die beiden Regimenter erneut mit goldenen Medaillen ausgezeichnet, was während des Krieges im Heer ein einmaliger Vorgang blieb. Im Ersten Weltkrieg hatte die „Sassari“ von allen italienischen Infanteriebrigaden die höchsten Verluste zu beklagen. Der sardische Schriftsteller und Autonomist Emilio Lussu kämpfte während des Ersten Weltkriegs ebenfalls in der „Sassari“-Brigade und hinterließ in seinem Buch Un anno sull’altipiano („Ein Jahr auf der Hochebene“) eine eindringliche Beschreibung des dortigen Kriegsgeschehens. Die Bedeutung dieses Buchs in Italien entspricht in etwa der von Erich Maria Remarques Roman „Im Westen nichts Neues“ in Deutschland.
1919 löste das italienische Heer alle 1915 zusätzlich aufgestellten Brigaden auf, mit Ausnahme der „Sassari“-Brigade und drei weiteren Reservebrigaden („Liguria“, „Arezzo“ und „Avellino“), die sich während des Kriegs ebenfalls besonders ausgezeichnet hatten. Nach Aufstellung der neuen, aus drei Regimentern bestehenden Heeresdivisionen, kamen die beiden Infanterieregimenter 151 und 152 zusammen mit dem 12. Infanterieregiment („Casale“-Brigade) zur 12. Infanteriedivision „Timavo“ in Triest. Mit der Heeresstruktur von 1939 entstanden die schwachen, aus nur zwei Infanterieregimentern bestehenden sogenannten „binären“ Divisionen, die die Namen und die beiden Regimenter der alten, 1919 aufgelösten Brigaden übernahmen. 1939 stellte man demzufolge die Division „Sassari“ auf und unterstellte ihr das 151. und das 152. Infanterieregiment sowie das 34. Feldartillerieregiment. Als Ausgleich für das fehlende dritte Infanterieregiment kam 1941 noch die 73. Legion der faschistischen „Schwarzhemden“ hinzu.

### Zweiter Weltkrieg
1940 verblieb die Division „Sassari“ in Istrien. Von dort aus nahm sie ab dem 6. April 1941 unter dem Kommando der 2. italienischen Armee an dem deutsch-italienischen Angriff auf Jugoslawien teil und eroberte zunächst Prezid und Čabar, dann Novi Lazi-Borovec. Am 19. April erreichte sie das Gebiet von Delnice, am 20. Knin, wo das Divisionskommando bis 1943 verblieb und von dort aus Einsätze gegen jugoslawische Partisanen leitete. Die Division operierte in Šibenik, Knin, Brod na Kupi, Gračac und Bosanski Petrovac. Vom 22. bis zum 25. September 1941 versuchte man in Drvar, Kämpfe zwischen Kroaten und Serben zu beenden. Hauptaufgabe der Division blieb in diesen beiden Jahren jedoch der Kampf gegen jugoslawische Widerstandsgruppen, der 1942 in den Kämpfen um den Vrsa und um die Sedlo-Höhen seinen Höhepunkt erreichte. Im März 1943 beorderte der Generalstab die „Sassari“-Division wegen der Bedrohung Italiens durch die Alliierten nach Rom, um dort mit anderen Divisionen eine Heeresreserve zur Verteidigung der Hauptstadt zu bilden. Diese Reserve kam dann nach dem Waffenstillstand vom 8. September 1943 kurz gegen deutsche Verbände zum Einsatz (Fall Achse). Vom 8. bis zum 10. September 1943 kämpfte die Division „Sassari“ zusammen mit den Divisionen „Granatieri di Sardegna“ und „Ariete“ in und um Rom.

### Nachkriegszeit
Nach dem Zweiten Weltkrieg wurde auf Sardinien keine Brigade oder Division stationiert, doch lösten sich auf den bedeutenden Truppenübungsplatzen der Insel laufend vom Festland kommende Truppenteile ab. Die beiden Regimenter der „Sassari“ hatten in der Nachkriegszeit zunächst verschiedene Stationierungsgebiete und Aufgaben, eine übergeordnete Brigade oder Division „Sassari“ gab es bis 1988 nicht. Das 152. Regiment entstand 1958 in Sassari als Ausbildungsregiment wieder, das 151. als motorisiertes Infanterieregiment in Triest. Mit der Heeresreform von 1975 entfiel die Regimentsebene zugunsten von gemischten, in Bataillonen untergliederten Brigaden. Bei dieser Gelegenheit wurde das neue 151. motorisierte Infanteriebataillon „Sette Comuni“ nach Cagliari verlegt und übernahm dort territoriale Verteidigungsaufgaben. In Sassari bildete das 152. Bataillon „Sassari“ bis 1988 weiter Rekruten aus, dann wurde es ebenfalls zu einem motorisierten Infanteriebataillon umgegliedert und mit dem 151. in der neuen Infanteriebrigade „Sassari“ vereinigt; hinzu kam vorübergehend das 45. Infanteriebataillon „Arborea“ in Macomer. 1991 konnte die Brigade mit überschüssigem Material anderer, aufgelöster Brigaden mechanisiert werden. Die Bataillone der „Sassari“ nahmen 1992 wieder die Bezeichnung „Regiment“ an, obwohl sie weiterhin nur Bataillonsstärke haben. Die Infanteriebrigade „Sassari“ war zusammen mit den Brigaden „Garibaldi“, „Folgore“ und „Taurinense“ eine der ersten, die in den 1990er Jahren professionalisiert wurden und an etlichen internationalen Einsätzen teilnahmen, zunächst vor allem im ehemaligen Jugoslawien, dann auch im Irak und in Afghanistan.
In Macomer bildete von 1977 bis 2003 das 45. Infanteriebataillon „Arborea“ (ab 1993: 45. Infanterieregiment „Reggio“) Rekruten aus. Wegen der damals bevorstehenden Aussetzung der Wehrpflicht wurde dieser Ausbildungsverband und dessen Kaserne im Jahr 2003 herangezogen, um für die relativ kleine Brigade „Sassari“ das 5. Pionierregiment (oder Genieregiment) wieder aufzustellen. Teile dieses Regiments hatten (mit vorwiegend aus Sardinien kommendem Personal) im Ersten Weltkrieg auf dem Pasubio die bedeutende Militärstraße Strada delle 52 Gallerie in den Fels gesprengt. 2009 kam aus Mailand das 3. Bersaglieri-Regiment zur Brigade, die damit mit dem am höchsten dekorierten Regiment des Heeres weiter ausgebaut wurde. Die geplante Vervollständigung der Brigade durch ein Artillerieregiment in Pratosardo bei Nuoro und eventuell durch ein Kavallerieregiment konnte bis dato nicht realisiert werden. Dafür erhielt sie 2019 ein eigenes Logistikregiment in Cagliari. Gleichzeitig begann die Umrüstung der Brigade von Ketten- auf gepanzerte Radfahrzeuge. Im Oktober 2022 übernahm der Stabs- und Unterstützungsverband der Brigade Truppenfahne und Traditionen des aufgelösten 45. Infanterieregiments, das zusammen mit dem 46. Infanterieregiment erst in der Brigade „Reggio“ und dann in der 30. Infanteriedivision „Sabauda“ in der ersten Hälfte des 20. Jahrhunderts auf Sardinien stationiert war und 1915 wesentlich zum Aufbau der Brigade „Sassari“ beitrug.

## Bilder

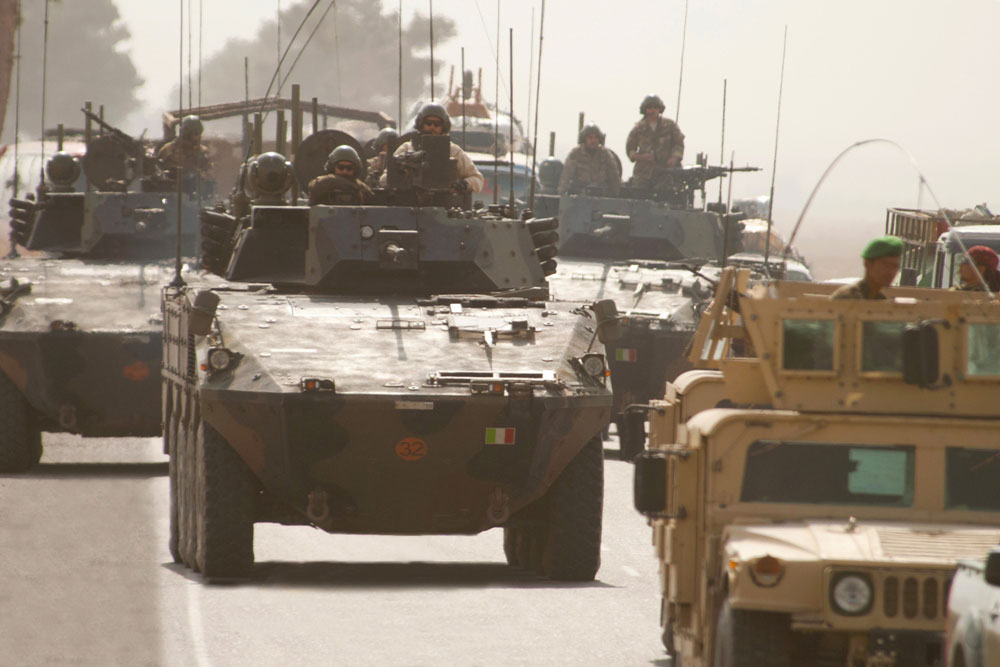
Freccia-Radschützenpanzer der Brigade
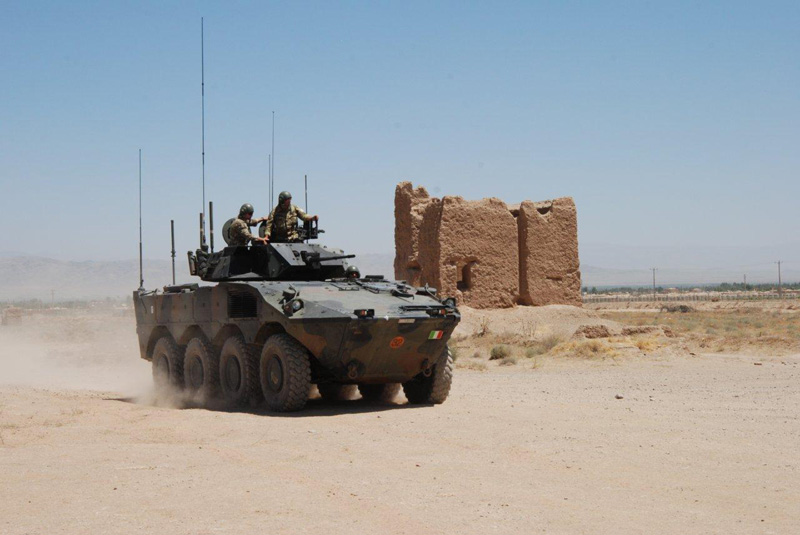
Freccia-Patrouille in Afghanistan
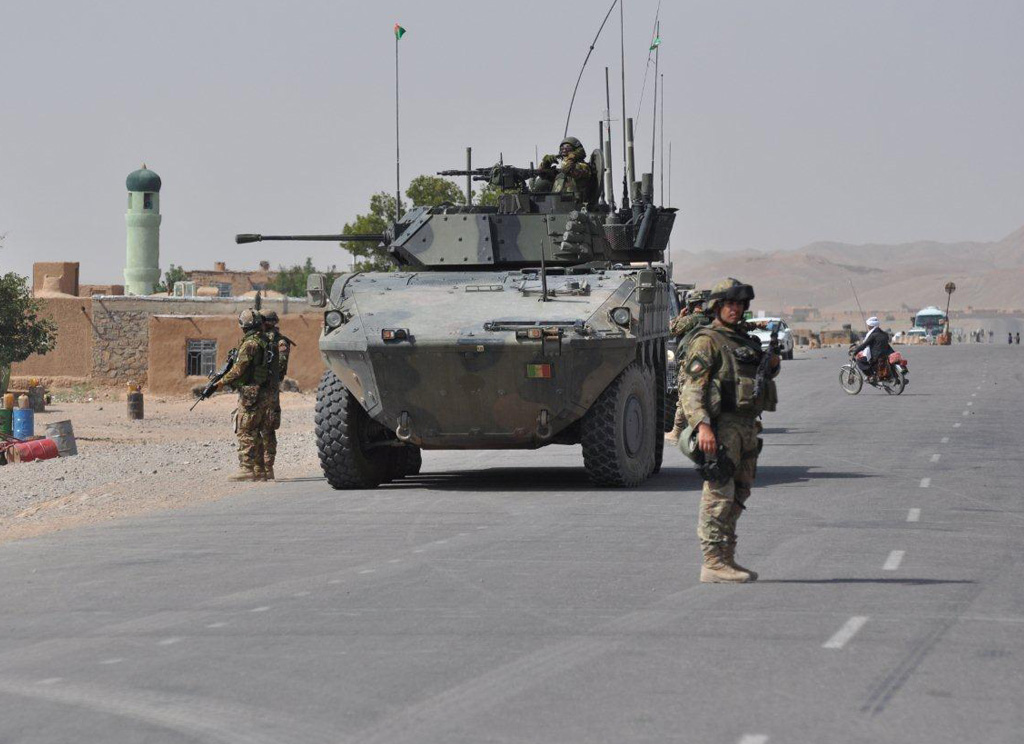
Freccia der Brigade Sassari
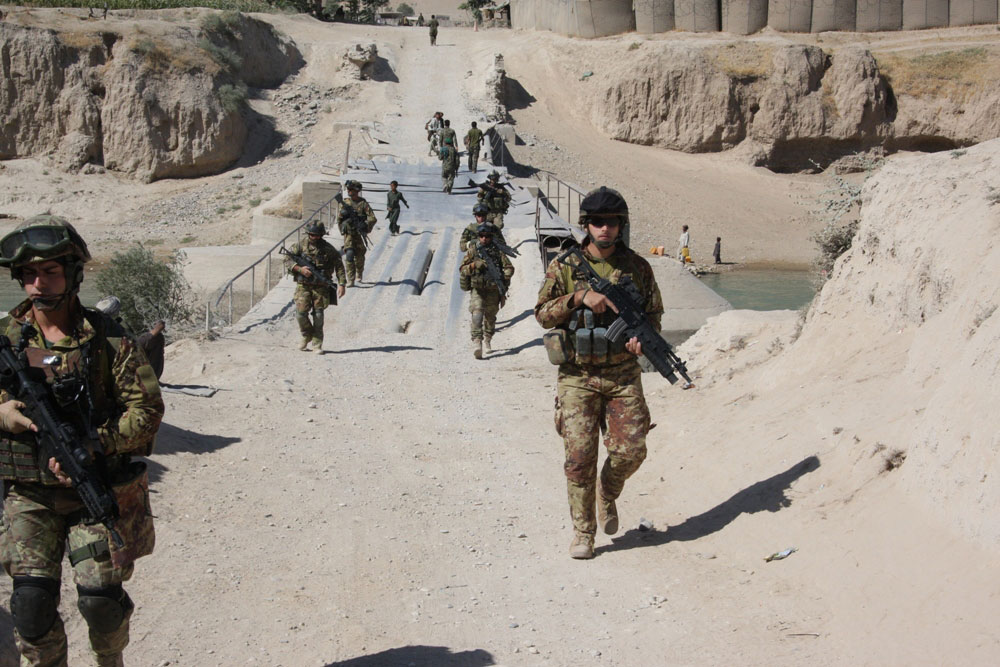
Soldaten der Brigade mit Beretta ARX-160 in Afghanistan

## Granatieri di Sardegna

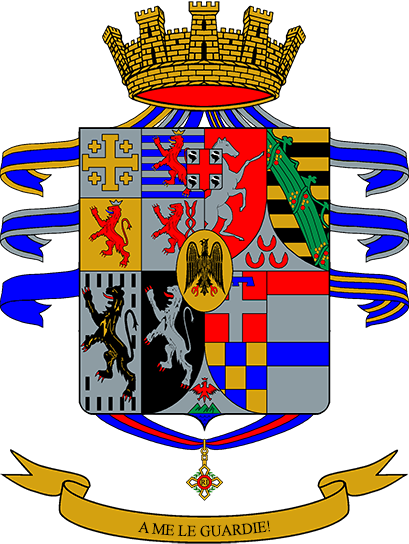
Wappen des 2. Gren.Rgt.

Die Infanteriebrigade „Sassari“ ist nicht mit der Brigade „Granatieri di Sardegna“ zu verwechseln. Bei der Brigata Sassari handelt es sich um eine relative junge (1915), regional rekrutierte „Linieninfanteriebrigade“, während die Granatieri di Sardegna (1659) national rekrutierte Gardegrenadiere sind. Bei Letzteren ist die Körpergröße („Gardemaß“) ein wichtiges Rekrutierungskriterium.
Der Sardinienbezug im Namen der Grenadierbrigade geht einerseits auf deren 2. Grenadierregiment zurück, dessen Vorläufer 1744 auf der Insel entstand. Andererseits bezieht sich der Name auf das Königreich Sardinien-Piemont (Hauptstadt Turin), aus dem 1861 das Königreich Italien hervorging.